# Une vie en retour

Une vie en retour est un téléfilm français réalisé par Daniel Janneau en 2005.

## Synopsis
En 1944 durant la Seconde Guerre mondiale à Paris, la jeune Lisa, d'origine juive polonaise, est confiée par ses parents à un couple sans enfant, afin qu'elle ne soit plus en danger. Douze ans plus tard à 1956, le couple accueille une autre jeune fille, Claire, dont la mère, une rescapé de la déportation, n'a plus la force de s'occuper. Car, bien que la guerre soit terminée, Claire conserve ce traumatisme psychologique.

## Fiche technique
- Titre : Une vie en retour
- Réalisation : Daniel Janneau
- Scénario : Odile Barski
- Image : Étienne Faudduet
- Musique : Jean-Marie Sénia
- Montage : Jean-Pierre Guntz
- Production : BFC Productions, France 2, TV5
- Genre : Drame
- Durée : 88 minutes
- Date de diffusion : 17 octobre 2005 sur France 2

## Distribution
- Anny Duperey : Yvette Duval
- Michel Aumont : Maxime Duval
- Juliette Lamboley : Lisa
- Daphné Baiwir : Claire
- Florence Pernel : Tania
- Liana Fulga : Léna
- Grigori Manoukov : Yanek
- Valentin Merlet : David
- Sylvie Debrun : l'institutrice
- Philippe Lellouche : le journaliste